# Змочувач
Змо́чувачі (рос. смачиватели; англ. wetting agents; нім. Benetzungsmittel n) — поверхнево-активні речовини, які здатні адсорбуватися на межі дотикання двох тіл (середовищ, фаз), зменшуючи вільну енергію поверхні (поверхневий натяг). 
Змочувачі характеризуються гідрофільно-ліпофільним балансом, тобто відношенням полярної частини молекули до її гідрофобної частини. При адсорбції на твердих частинках (мінералах). 
Змочувачі солюбілізують поверхню, внаслідок чого у водних пульпах проходить диспергування (пептизація) колоїдних, глинистих та шламових частинок за рахунок розклинюючої дії гідратних оболонок.